# 1990 en France
Chronologie de la France
- 1986
- 1987
- 1988
- 1989
- 1990
- 1991
- 1992
- 1993
- 1994

Cette page présente les faits marquants de l'année 1990 en France.

## Événements

### Janvier
- 3 janvier : entrée en fonction à la RATP du Groupe d’intervention et de protection des réseaux (GIPR)[1].
- 4 janvier : le président François Mitterrand reçoit dans sa propriété de Latche le chancelier Helmut Kohl pour des entretiens. Ils réaffirment l'amitié franco-allemande et abordent les questions de la réunification de l'Allemagne et de la création d’une confédération européenne avec les pays de l’Est de l’Europe[2].
- 10 janvier-9 mars : grève des internes et des chefs de clinique pour protester contre une loi limitant leur installation[3].
- 12 janvier : Air France annonce l'achat au groupe privé Chargeurs de 54,58 % du capital d'UTA, ce qui lui donne également le contrôle d'Air Inter[4].
- 15 janvier : adoption de la loi « Rocard » sur le financement des partis, avec amnistie[5],[6].
- 25 et 26 janvier : la tempête Daria frappe le nord-ouest de l'Europe. L'Europe occidentale connait en février 1990 une exceptionnelle série de tempêtes, entrecoupées d'épisodes exceptionnellement doux[7]. En France, elles causent d'importants dégâts matériels et des victimes[4].

### Février
- 3 février : la tempête Herta frappe le nord-ouest de l'Europe[7]. Les dégâts sont très importants en France où il s'agit de la pire tempête depuis 50 ans à Paris.
- 6 février : présentation du Livre blanc sur l'Île-de-France préparé par une commission tripartite État-régions-villes[5].
- 9 février : protocole d'accord sur la rénovation de la grille des classifications et des rémunérations des trois fonctions publiques. Institution de la NBI[8].
- 11 février : fronde aux assises du RPR au Bourget la ligne Séguin-Pasqua obtient un succès relatif (31 %) face à la ligne  Chirac-Juppé[9].
- 23 février : accord Renault-Volvo[4].
- 26-28 février : la tempête Vivian frappe le nord-ouest de l'Europe[7].
- 28-1er mars : la tempête Wiebke frappe le nord-ouest de l'Europe[7].

### Mars
- 4 mars : création par Jean-Pierre Soisson du mouvement « France unie » qui regroupe les membres non-socialiste de la majorité présidentielle[10].
- 5 mars-5 avril : recensement de la population[10].
- 9 mars : Michel Rocard installe le Haut Conseil à l'intégration présidé par Marceau Long, charger d'accélérer la politique d'intégration des immigrés[4].
- 15-18 mars : congrès de Rennes du PS qui voit ses courants se déchirer[5].
- 20 mars : affrontements violents entre bandes rivales à Chanteloup-les-Vignes[11].

### Avril
- 3 avril : à la suite du rapport remis le 27 mars par la Commission nationale consultative des droits de l'homme , Michel Rocard réunit une table ronde à Matignon pour mettre en route un plan national de lutte contre le racisme[10]

### Mai
- 1er mai : sortie de la chanson Maldòn (la musique dans la peau) du groupe guadeloupéen Zouk Machine. Elle se hisse rapidement à la première place du Top 50 et y reste 9 semaines[12].
- 8-9 mai : profanation de 34 tombes juives à Carpentras, découverte le 10 mai au matin. Début de l'affaire de la profanation du cimetière juif de Carpentras[13].
- 11 mai : Brice Lalonde, secrétaire d'État à l'Environnement, Jean-Louis Borloo et Corinne Lepage lancent le mouvement Génération écologie, qui se constitue en parti politique du 16 au 19 mai[10].
- 12 mai : adoption en première lecture à l'Assemblée nationale du projet de réforme des PTT grâce à l'abstention de la droite[5].
- 14 mai : manifestation de 200 000 personnes place de la République à Paris organisée par le CRIF contre le racisme et l'antisémitisme[13].
- 18 mai : le TGV établit le record du monde de vitesse sur rail à 515,3 km/h[14].
- 21 mai : début de la mission Corymbe. La France entretient une présence navale quasi-permanente dans le golfe de Guinée[15].
- 25 mai : la France intervient militairement au Gabon pour protéger les ressortissants français résidant à Port-Gentil contre les émeutes populaires[4].

### Juin
- 15 juin : le ministre de l'environnement Brice Lalonde lance un « plan vert » pour l'environnement[16].
- 19 juin : 
  - signature de la Convention de Schengen sur la libre circulation des personnes et des biens dans la CEE[17].
  - mise en place de la Commission nationale des comptes de campagne et des financements politiques[18].
- 24 juin : « grande moisson » organisée par le Centre national des jeunes agriculteurs ; les Champs Élysées sont transformés en champ de blé[19].
- 26 juin : création de l'Union pour la France (UPF), une confédération du RPR et de l'UDF qui s'engage à ne présenter un seul candidat à l'élection présidentielle de 1995[13].
- 27 juin : 
  - adoption de la loi qui réforme le statut des PTT, séparés entre la Poste et les Télécoms, promulguée le 2 juillet[20].
  - loi relative aux droits et à la protection des personnes hospitalisées en raison de troubles mentaux et à leurs conditions d’hospitalisation[21].

- Lancement de la Renault Clio I[22].

### Juillet
- 3 juillet : arrêt du surgénérateur Superphénix après une série d'incidents[4].
- 4 juillet :
  - Olivier Stirn, ministre du Tourisme, démissionne, pris dans un scandale pour avoir payé des figurants pour un colloque de son association « Dialogues 2000 »[23].
  - la Régie Renault devient une société anonyme, avec 75 % des parts détenues par l’État et 25 % par Volvo (loi discutée et  adoptée le 28 juin)[24].
- 5 juillet : le président du Conseil régional de Provence-Alpes-Côte d'Azur, Jean-Claude Gaudin, se déclare « ravi » de l'accord conclu localement avec le Front national[23].
- 7 juillet : le groupe français de Bernard Tapie prend le contrôle du groupe d'équipements sportifs Adidas[25].
- 9 juillet : Johnny, 47 ans épouse Adeline Blondieau, 19 ans et fille de Long Chris.
- 12 juillet : loi sur le travail précaire (adoptée le 29 juin)[26].
- 13 juillet : loi Gayssot tendant à réprimer tout acte raciste, antisémite ou xénophobe, adoptée le 30 juin[27].
- 14 juillet : Paris La Défense – Une Ville En Concert (en) de Jean-Michel Jarre rassemble 2,5 millions de personnes[28].
- 16 juillet : un trafic d'armes est démantelé à l'ambassade de France au Liban[23].
- 27 juillet : Citroën arrête la production de la 2CV[29].
- 27 juillet :
  - François Mitterrand accorde la grâce présidentielle au militant libanais Anis Naccache, à la suite de sa grève de la faim[23].
  - l'Assemblée nationale crée un Groupe d'études sur la question du Tibet[30].

### Août
- 27 août : le Parlement réuni en session extraordinaire approuve l'attitude de fermeté adopté par François Mitterrand dans la Guerre du Golfe[31].
- 29 août : plus de 200 000 agriculteurs se rassemblent dans l'ensemble du pays pour protester contre la baisse des cours. Le 31 août, Henri Nallet, ministre de l'Agriculture, annonce des mesures pour aider les agriculteurs et des contrôles aux frontières pour faire respecter les règlements communautaires. L'agitation paysanne se poursuit au mois de septembre[32].

### Septembre
- 20 septembre : discours de Michel Rocard à Joué-lès-Tours devant le séminaire du bureau exécutif du PS[5]. Devant l'impopularité des gouvernements précédents, il lance une théorie nouvelle des rapports entre les élites politiques et le peuple et déclare « personne n'est plus intelligent que tout le monde »[33].

### Octobre
- 3 octobre : le conseil des ministres approuve un projet de loi sur la création de la contribution sociale généralisée (CSG), visant à diversifier les sources de financement de la Sécurité sociale pour faire face à l'important déficit public que connait le pays[13]. C'est un impôt proportionnel au taux de 1,1 %, à large assiette (revenu, capital, prestations sociales), qui deviendra, à terme, l'impôt le plus productif de l'état. Ce nouvel impôt déclenche une fronde de l'extrême gauche, qui l'estime injuste car proportionnel.
- 6 octobre : émeutes à Vaulx-en-Velin, provoquées par le décès de Thomas Claudio, le passager d'une moto, lors d'une collision avec un véhicule de police à la cité du Mas du Taureau. De violents affrontements ont lieu avec la police, de nombreux bâtiments sont incendiés et le centre commercial est pillé. 300 CRS et policiers se déploient dans le quartier pour ramener l'ordre[34]. Le bilan financier des trois nuits d'émeute est de 80 millions de francs de dégâts matériels.
- 15 octobre : manifestations de lycéens sur le thème de la sécurité. De grandes manifestations nationales sont organisées les 22, 24 et 26 octobre contre les conditions matérielles dans certains lycées[35].

### Novembre
- 12 novembre : manifestation de 100 000 lycéens à Paris[5], suivie de scènes d'émeutes. Une délégation est reçue à l'Elysée par le Président. Lionel Jospin promet un plan d’urgence[35].
- 15 novembre : le gouvernement Rocard soumet à l'Assemblée nationale un projet de loi sur la création de la contribution sociale généralisée ; pour mettre fin aux débats du parlement, le gouvernement décide d'engager sa responsabilité sur ce texte, en application de l'article 49-3. L'opposition de la droite et des communistes au projet de loi conduit au dépôt d'une motion de censure contre le gouvernement le 16 novembre[5].
- 16 novembre : la droite, avec l'appui des communistes, dépose une motion de censure contre le projet de loi sur la CSG. Le gouvernement est sauvé par le vote des députés PS et des indépendants. La motion est rejetée le 19 novembre par 289 voix contre 284, et le projet de loi est adopté le 20 novembre[5].
- 23 novembre : fondation du syndicat Unité Magistrats[36].
- 24 novembre : adoption d'un nouveau statut de la Corse[37].

### Décembre
- 1er décembre : jonction du tunnel sous la Manche entre le Royaume-Uni et la France[10].
- 4 décembre : assises nationales de Banlieues 89 à Bron. François Mitterrand annonce la création d'un ministère de la ville confié à Michel Delebarre le 22 décembre[38].
- 6 décembre : parution au journal officiel des rectifications orthographiques du français[39].
- 13 décembre :
  - Hélène Carrère d'Encausse est élue à l'Académie française[40].
  - la loi relative à la lutte contre le tabagisme et l'alcoolisme est définitivement votée par le Parlement[4].
- 21 décembre : fermeture de la dernière mine de charbon du Nord-Pas-de-Calais[4].
- 29 décembre : loi de finances pour 1991 ; création de la Contribution sociale généralisée[41].